# 南条隼人
南条 隼人（なんじょう はやと、1967年12月8日 - ）は、日本の覆面レスラー。本名：植栗 正和（うえぐり まさかず）。

## 経歴
1993年2月13日、PWCにて牛若丸のリングネームで、対弁慶（保坂秀樹）戦にてデビュー。その後、FMWにて「超電戦士バトレンジャー」のライバル「ダークレンジャー」として10月15日に再デビュー。
1994年7月17日にマッハ隼人（2代目）のリングネームでデビュー。
1995年7月に覆面を脱ぎ素顔になる。その後、フリーとなって新日本プロレスなどで活躍。
その後、大阪プロレスでヒーロー系覆面レスラー「ミラクルマン」として活動。
2011年1月9日、TAKAみちのくによって正体を暴かれ、1月26日、大阪ミナミ ムーブ・オン アリーナでの「ミラクルマン興行」で対戦。
6月3日、プロレス興行会社「FFFプロレスリング」を設立して8月27日に大阪府立体育会館第二競技場で旗揚げすることを発表。
9月、地域密着型のプロレス団体「京都プロレス」を旗揚げすることを発表。
12月28日、大阪ミナミ ムーブ・オン アリーナで開催された『三都物語』において、土井成樹とFFFタッグ選手権に挑戦し、ヤス久保田、ヒデ久保田組（クボタブラザーズ）に勝利。2代目王者に輝く。
2012年1月、方向性の違いから京都プロレスを退団。
4月22日、大阪ミナミ ムーブ・オン アリーナで開催された『南条隼人20周年記念興業～FOREVER ROAD』において、藤波辰爾とシングル戦を行う。
6月29日、大阪ミナミ ムーブ・オン アリーナで開催された『FRONTIER  ROAD』において、アップルみゆきとノーロープ有刺鉄線ストリートトルネードタッグデスマッチFFFタッグ王座に挑戦し、空牙、ブギーマン組に勝利して3代目王者に輝く。
8月26日、京都FAN-Jで開催された『FREEDOM ROAD』において、メインゲストのジャガー横田の欠場にもかかわらず、満員の中でFFFタッグ選手権に挑戦して来たツバサ、Ray相手に初防衛に成功する。
2013年4月14日、KAIENTAI DOJO後楽園ホール大会において、長年の夢だったインディペンデント・ワールド・ジュニアヘビー級王座に挑戦し、王者のリッキー・フジに見事勝利してチャンピオンの座に輝く。
9月1日、FFFプロレスリングが解散したことにより、予定されていた試合は全て中止となった。
12月23日、アパッチプロレス軍の大会に出場しレスラー活動再開。
2015年12月、北阪神プロレスリングを設立することを発表。
2016年2月13日、リングネームを赤城に改名。
4月10日、川西市アステホールで北阪神プロレスリングの旗揚げ戦を開催。
2019年7月7日、OSWに入団。
2020年2月、活動拠点を関東に移した。

## 得意技
ハリケーンプレス
スカイツイスタープレスと同型。
ハリケーンドライバー

## タイトル歴
- FFFタッグ王座
- インディペンデントワールド世界ジュニアヘビー級王座
- WDWW王座

## 映画出演
- 兜王ビートル（2005年） ‐ 兜勇一 / 兜王ビートル役
- おっさんのケーフェイ（2019年） ‐ 森田真司役[3]